# 原敬暗殺事件
原敬暗殺事件（はらたかしあんさつじけん）は、1921年（大正10年）11月4日、当時内閣総理大臣の原敬が鉄道省山手線大塚駅職員の中岡艮一によって東京駅乗車口（現在の丸の内南口）で刺殺された事件である。

## 経緯
大塚駅の転轍手であった中岡艮一は、以前から原首相に対して批判的な意識を持っていた。中岡の供述によれば、原が政商や財閥中心の政治を行ったと考えていたこと、野党の提出した普通選挙法に反対したこと、また尼港事件が起こったことなどによるとされている。その他一連の疑獄事件が起きたことや、反政権的な意見の持ち主であった上司・橋本栄五郎の影響を受けたことなどもあって、中岡は首相暗殺を考えるようになったという。
1921年11月4日、翌日に予定されていた京都の立憲政友会近畿大会へ出席のために、原は東京駅へ午後7時10分頃に到着した。その後、駅長室に立ち寄り、多数の見送り人に囲まれながら歩いて乗車口の改札口へと向かっていた。午後7時25分頃、周囲をとり囲んでいた右側群衆の中から突進してきた青年（後に中岡と判明）が短刀を原の右胸に突き刺し、原はその場で倒れた。凶行に及んだ青年はその場で逮捕され、原に随行していた望月圭介・元田肇・中橋徳五郎・小川平吉らと東京駅長の高橋らが、原を駅長室に運び込み応急処置を施した。凶変の知らせを受けた夫人が東京駅へ午後7時40分頃に駆けつけ、8時10分頃に自動車で芝公園の自宅へ運んで診察と治療を施したが、突き刺された傷は右肺から心臓に達しており、ほぼ即死状態であったという。
逮捕された中岡は、死刑の求刑に対して、東京地裁で無期懲役の判決を受けた。その後の東京控訴院・大審院でも判決は維持され確定した。なおこの裁判は異例の速さで進められ、また調書などもほとんど残されていないなど謎の多い裁判であり、その後の中岡には特別な処遇がなされ、3度もの減刑で1934年には早くも釈放された。
さらに戦時中には、比較的安全な軍司令部付の兵となっていた（中岡艮一の項参照）こともあいまって、本事件に関する政治的背景の存在を推測する論者もいる。中岡は第二次世界大戦後の1980年に、77歳の生涯を閉じている。

## 葬儀・告別式
同夜12時頃、首相官邸において臨時閣議が開かれ、葬儀後まで後任や政局問題は保留とされた。翌5日の協議員会と議員総会において党葬などが協議されたが、かねてより遺言書などで原が要望していた葬儀は簡素なものであり、家族も原の遺言に従いたいとの申し入れから、盛大なものでなく簡素な告別式が行われた。東京から盛岡へ移動する夫人ら家族と霊柩の随行者として、閣員代表者や院外代表者、有志の者などが許された。
11月7日-東京・芝公園の自宅から午前8時に霊柩が出発、党本部大広間で各界要人らや議員、地方からの参列者などがり、同日午後8時まで告別式が執り行われた。その後、家族と霊柩並びに随行者は、道の両脇の群衆に見送られながら上野駅に向かい、午後10時に上野駅を出発した。途中駅でも拝礼者などがあり、翌8日の午前10時に盛岡駅に到着した。午前11時に同市古川端の原邸に安置され、遺言書に従って簡素なお通夜が営まれ、9日の夕方に埋葬された。10日、宮中より勅使が盛岡の原邸に差し向けられ誄詞や供物などを賜うなど、埋葬後もその死を悼む弔詩が多く寄せられたとされる。

## 暗殺の真相
中岡が原を暗殺するに至ったきっかけははっきりとは分かっていないが、前述した政治に対する不満のほかに、以下のような説もある。
- 玄洋社などの当時の右翼勢力と関係があったという説。右翼テロリスト五百木良三が犯行を予言していたことや、右翼が好んでいたとされる短刀での犯行手口などが根拠となっている。
- 事件発生当時はワシントン海軍軍縮条約を協議する国際軍縮会議が開かれる直前であり、国内では「諸外国の圧力に屈して軍縮するべきではない」という官民タカ派の意見が声高に叫ばれていた。この軍縮協議に対する原の真意は不明だが、上述の右翼勢力が原を条約推進派とみなして暗殺の動機としたという説がある。
- 前述の通り、理不尽な裁判進行と恩赦による減刑繰り返し、戦時徴兵時の配属先配慮等を根拠に、政官軍内部の原の政敵やワシントン海軍軍縮条約反対派の関与があったという説。
- 犯行の1カ月前、中岡と上司・橋本栄五郎との政治談義の中で原政治の批判になり、橋本が「今の日本には武士道精神が失われた。腹を切る（政治家は悪いことをした時に、責任を取るという意味）と言うが、実際に腹を切った例はない」というような主旨のことを言ったのに対し、中岡が「腹」と「原」を誤解し、「私が原を斬ってみせます」と言明したという。このため、橋本のその言葉が事件の直接的なきっかけとなったとして、橋本も殺人教唆の疑いで逮捕されたが、判決は無罪であった（求刑は懲役12年）。

## 現場跡

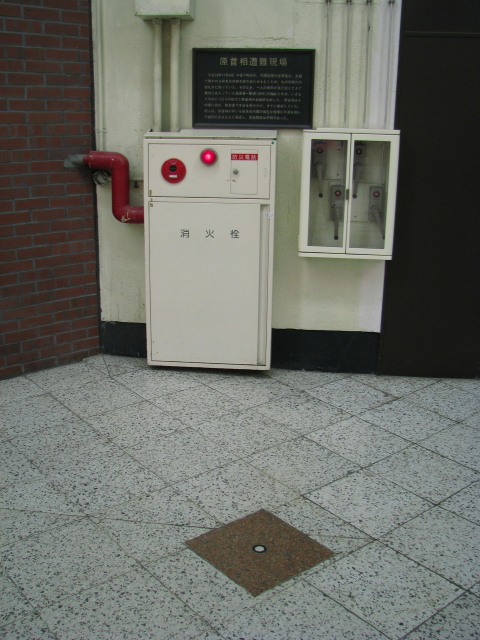
原首相遭難現場のプレートと印（2010年前後の東京駅リニューアル以前）

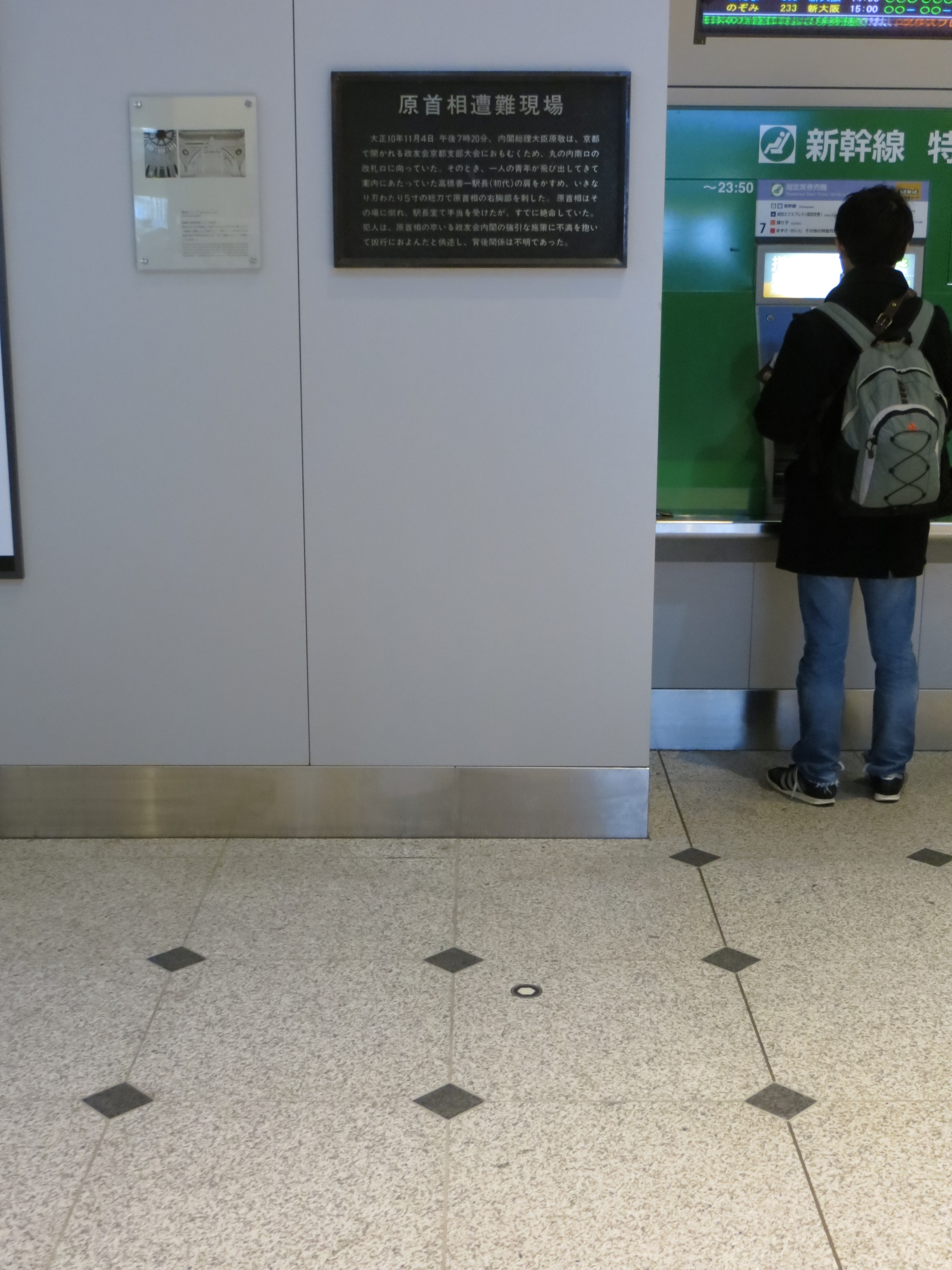
原首相遭難現場のプレートと印（東京駅リニューアル後）

東京駅の現場である現丸の内南口の北東面左端付近には、壁に事件の概要を記したプレートがあり、床面には円の内部に六角形の形をした目印が埋め込まれている。